# Mauro Massironi
Mauro Massironi (ur. 11 listopada 1979 roku w Concorezzo) – włoski kierowca wyścigowy.

## Kariera

### Formuła Renault
W latach 2000–2005 Mauro brał udział we Włoskiej Formule Renault. Najlepiej spisał się w roku 2004, kiedy to zmagania zakończył na 10. miejscu w końcowej klasyfikacji. W sezonach 2001 i 2005 Włoch wystąpił w kilku wyścigach europejskiego odpowiednika tej serii. Po punkty sięgnął w pierwszym podejściu, ostatecznie będąc sklasyfikowanym na 31. lokacie.

### Formuła 3
W sezonie 2006 Massironi już w pierwszym roku startów sięgnął po tytuł mistrzowski we Włoskiej Formule 3, po zwyciężeniu w dziewięciu wyścigach. Sukces ten odniósł z włoskim zespołem Passoli Racing. Z tą samą ekipą wystąpił również w jednej rundzie Brytyjskiej Formuły 3, w klasie narodowej, jednakże bez sukcesu. Na koniec sezonu Mauro, wraz z ekipą Ombra Racing, wziął udział w prestiżowym wyścigu o Grand Prix Makau. Ostatecznie dojechał na 14. miejscu.

### Dalsza kariera
W roku 2007 Włoch podpisał kontrakt z ekipą Playteam Sarafree, na starty w International GT Open. W ciągu trzynastu wyścigów, Massironi czterokrotnie stanął na podium, z czego trzykrotnie na najwyższym stopniu. Został sklasyfikowany tuż za podium, na 4. pozycji.
W 2008 roku przeniósł się do włoskich mistrzostw Porsche Carrera. Uzyskane punkty pozwoliły mu na zajęcie 14. miejsca w końcowej klasyfikacji. Oprócz tego Mauro wystąpił w Pucharze Paul Frère, rozegranym na torze Monza. Wyścig zakończył jednak przedwcześnie.
W sezonie 2009 wziął udział w trzech wyścigach Superpucharu Porsche. Żadnego z wyścigów nie ukończył jednak w pierwszej dziesiątce.